# Elyon
Elyon (in ebraico עליון‎?, Elyōn o anche ʾĒl ʿElyōn) è uno dei nomi ebraici del dio di Israele, tradotto nella Bibbia con l'Altissimo (Salmi 78,35 e 82,6) e nella Septuaginta con ὁ Θεός ὁ ὕψιστος (Dio l'Altissimo).

## Bibbia ebraica
Il nome ʼĒl ʻElyōn viene menzionato nel Libro della Genesi in relazione alla benedizione del sacerdote Melchisedec ad Abramo: 
John Day affermò che il passo assomiglia a una rivisitazione delle tradizioni religiose cananee nel racconto della storia fenicia di Filone Erennio, in cui Elyon era il progenitore di Urano ("Cielo") e Gea ("Terra").
ʼĒl ʻElyōn compare anche nei Salmi: 
 

Il nome viene menzionato anche nel poema di Balaam nel Libro dei Numeri: 
Mosè lo menziona nel suo cantico, contenuto nel Deuteronomio: 

Elyon viene menzionato nel canto sul re di Babilonia, contenuto nel Libro di Isaia: 

Anche nel cantico di Davide, contenuto nel Secondo libro di Samuele, si fa menzione di Elyon: 

Infine, nei Salmi viene detto che: 

## Trattato di Sfire I
Il nome viene menzionato nel Trattato di Sfire I, facente parte di tre stele in aramaico rinvenute ad al-Safirah, a sud-est di Aleppo.

## Sanconiatone
Sanconiatone cita un certo Elioun, chiamato Hypsistos (l'Altissimo) e di sua moglie Beruth, dalla quale ebbe un figlio, Epigeo (o Autochthon), chiamato in seguito Urano e una figlia, Gea. Elioun perì in uno scontro con delle bestie selvagge e fu in seguito divinizzato.